# گارفیلد (نیومکزیکو)
گارفیلد (به انگلیسی: Garfield) یک منطقهٔ مسکونی در ایالات متحده آمریکا است که در شهرستان دونیا آنا، نیومکزیکو واقع شده‌است. گارفیلد ۱۳۷ نفر جمعیت دارد و ۱٬۲۵۰٫۹۱ متر بالاتر از سطح دریا واقع شده‌است.